# Cunninghamia
Cunninghamia — рід хвойних рослин родини кипарисових. Назва роду Cunninghamia вшановує д-ра Джеймса Каннінгема, британського лікаря, який представив цей вид в культурі в 1702 і ботаніка Алана Каннінгема. Рід поширений у південно-східній Азії й містить 2 види: Cunninghamia konishii Hayata, Cunninghamia lanceolata (Lamb.) Hook.

## Таксономічні нотатки
Рід традиційно поділяли на два схожих видів, C. lanceolata (Китай, В'єтнам та Лаос) і С. konishii (Тайвань). Однак, молекулярно-генетичні свідоцтва припускають, що С. konishii росте у кількох колоніях на материку. Оскільки назва C. lanceolata була спершу опублікована, вона має пріоритет, якщо ці два види будуть об'єднані. В цьому випадку, С. konishii стає C. lanceolata var. konishii. Тим не менше, немає консенсусу ще про те, чи слід об'єднувати ці два таксони.

## Поширення, екологія
Це рід з одного або двох видів вічнозелених хвойних дерев, які ростуть в Китаї, Тайвані, пн. В'єтнамі і Лаосі, де вони можуть досягати 50 м у висоту. Вид широко введений в Японії, і широко посаджений на всій території Китаю, так що оригінальний ареал не відомий. Var. lanceolata населяє ліси, скелясті схили й узбіччя на висотах 200—2800 м над рівнем моря. Часто росте в лісі як панівний вид, і краще конкурує на добре дренованих супіщаних і суглинних ґрунтах. Var. konishii росте в змішаних лісах або утворює невеликі чисті деревостої, нерідко в поєднанні з Chamaecyparis formosensis і Chamaecyparis obtusa var. formosana, часто посаджена, росте на висотах 1300—2000 м.

## Морфологія
Дерево до 50 м заввишки і 300 см діаметра, з конічними або пірамідальними, темно-зеленими кронами. Кора від темно-сірого до темно-коричневого або червоно-коричневого кольору, поздовж потріскана, оголюючи ароматичну, жовтувату або червонувату флоему. Гілки розлогі, повислі на кінцях. Листки жорсткі, щільно розташовані по спіралі, поширюються в 2 рядах, глянцеві темно-зелений зверху, вузько лінійно-ланцетні, прямі або злегка серпоподібні, 0.8–6.5(7) см × 1,5–5 мм, зелені знизу. Пилкові шишки ростуть по 1–3(5) разом, широко обернено-яйцюваті. Насіннєві шишки ростуть по 1–4 разом, при запиленні циліндро-яйцеподібні, близько 12 × 8 мм, зелені, стаючи коричнево-червонуватими і яйцюватими або майже кулястими, 1.8–4.5 × 1.2–4 см; приквітки шкірясті. Насіння по 3 на луску, темно-коричневе, довгасте чи вузько яйцювате, 5–6 × ≈ 4 мм, з вузькими крилами з боків. Запилення відбувається у січні-травні, насіння дозріває у серпні-листопаді, сім'ядолі 2.

## Використання
Деревина від блідо-жовтого до білого кольору, щільність 0,4–0,5, м'яка, але міцна, легко опрацьовується, стійка до ураження комахами і термітами, відзначається високою стійкістю до гниття. Використовується в житловому будівництві, для меблів, мостів, кораблів, і ліхтарні стовпів, підлоги, панелей, тари і трун, а також для деревного волокна. Підходить для лісовідновлення та лісорозведення по дорогах гірських провінцій, в субтропічних вічнозелених, хвойних і змішаних лісах. Це швидкоросле дерево для деревини розмножується насінням, живцями або нащадками.

## Галерея

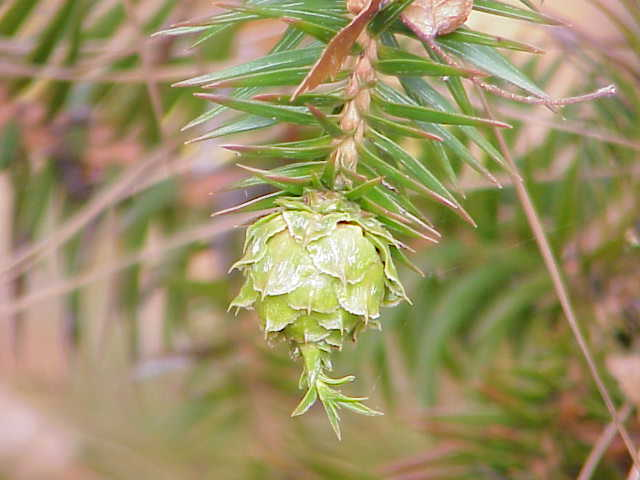
Поодинока жіноча шишка
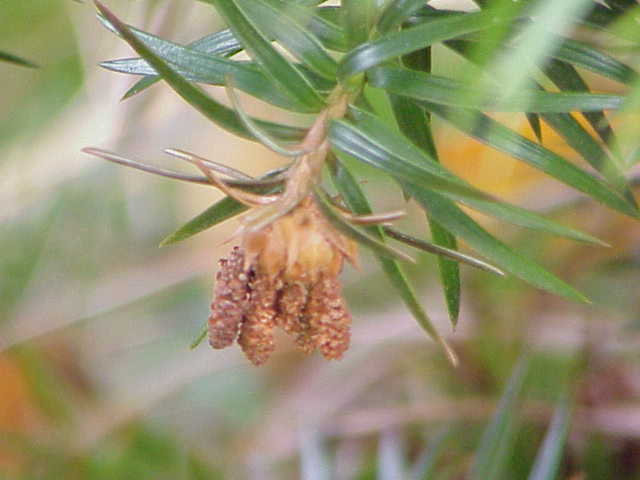
Кластер з чоловічих шишок
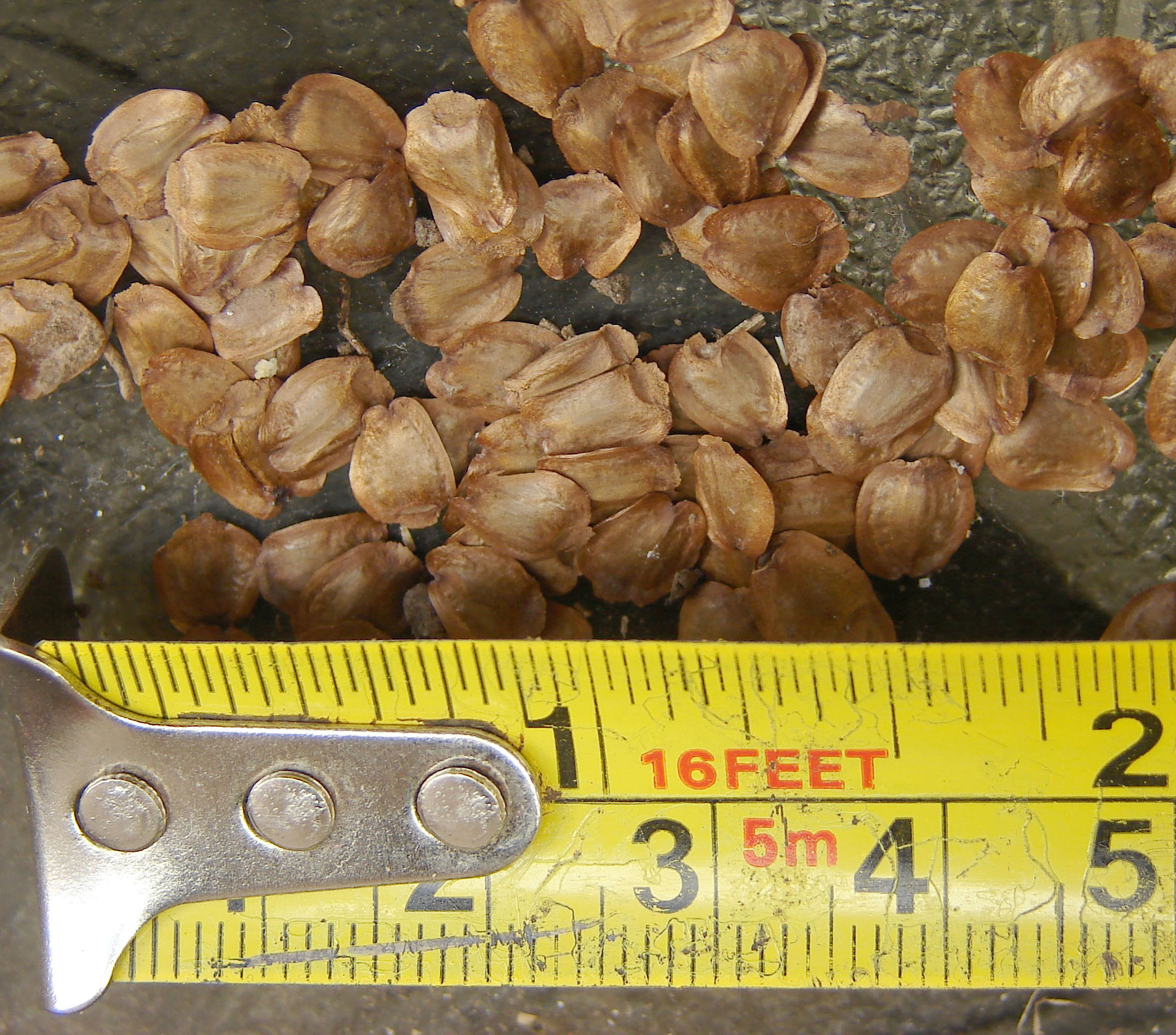
Насіння, зібране з землі